# Empis ingrata
Empis ingrata är en tvåvingeart som beskrevs av Frey 1953. Empis ingrata ingår i släktet Empis och familjen dansflugor.
Artens utbredningsområde är Taiwan. Inga underarter finns listade i Catalogue of Life.